# Edward Włodarczyk (generał)
Edward Włodarczyk (ur. 31 stycznia 1935 roku w Mieczynie, zm. 20 grudnia 2023 w Warszawie) – generał dywizji WP, profesor nauk technicznych, komendant Wojskowej Akademii Technicznej w latach 1984–1995.

## Życiorys

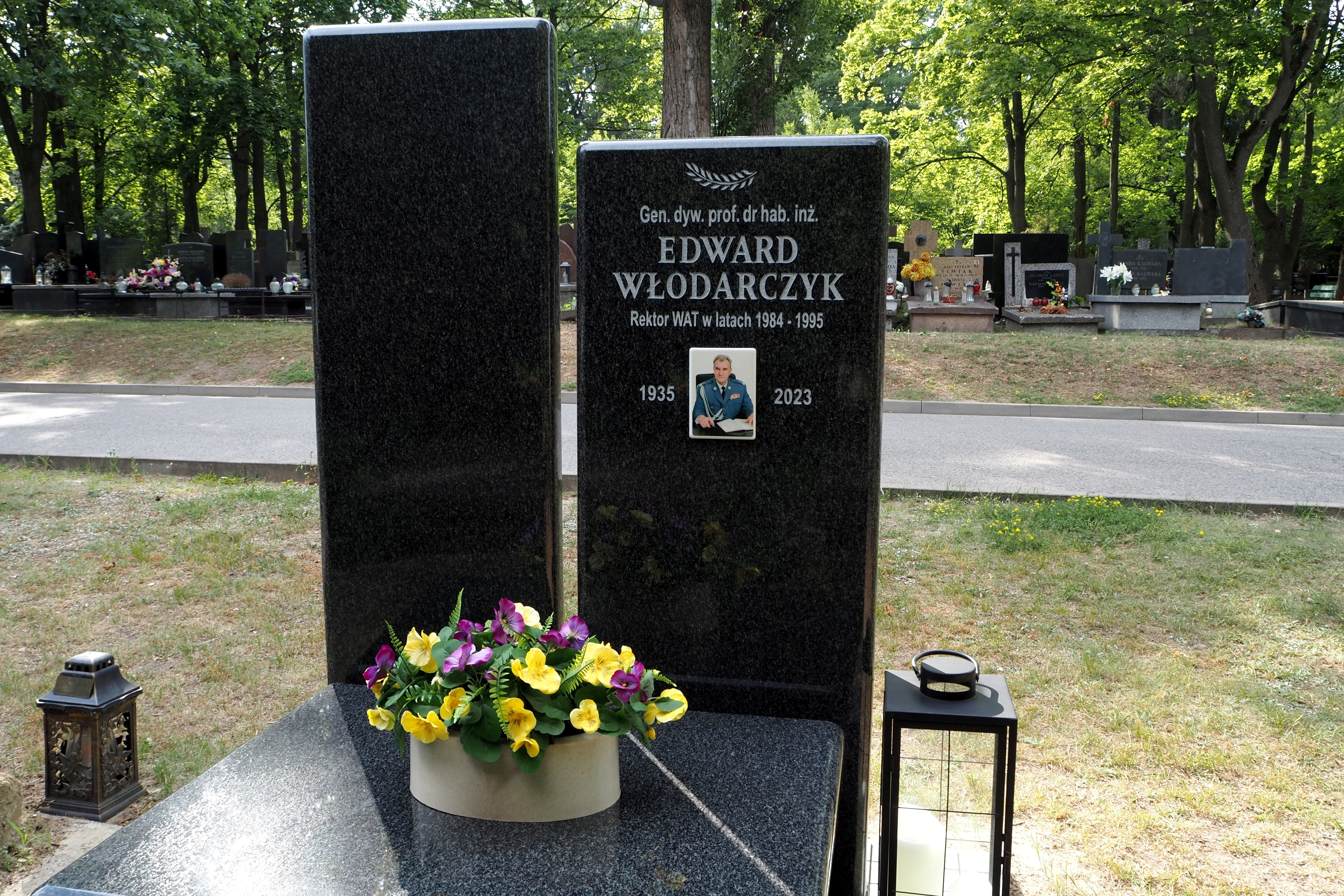
Grób gen. Edwarda Włodarczyka na Cmentarzu Wojskowym na Powązkach w Warszawie

Absolwent i prymus liceum ogólnokształcącego w Łopusznie (1954). W latach 1954–1959 studiował w WAT w Warszawie, po czym został porucznikiem. W okresie 1960–1995 pracownik naukowy WAT, początkowo jako starszy asystent, od 1962 wykładowca Zakładu Mechaniki Technicznej Katedry Podstaw Mechaniki i Fizyki Technicznej, od 1965 roku adiunkt i doktor nauk technicznych. Od roku 1968 komendant Wydziału Chemii i Fizyki Technicznej, od 1969 doktor habilitowany, od 1974 profesor nadzwyczajny, od 1975 zastępca komendanta WAT ds. naukowych, od 1979 profesor zwyczajny, od 1984 komendant tej akademii. Przewodniczący Rady Naukowej WAT (1984–1995). Członek Rady Naukowej Instytutu Podstawowych Problemów Techniki PAN (1975–1988), Rady Naukowej Instytutu Technicznego Wojsk Lotniczych (1995–2000), Rady Wyższego Szkolnictwa Wojskowego (1984–1988), Rady Głównej Nauki, Szkolnictwa Wyższego i Techniki (1979–1986), Komitetu Mechaniki PAN (1984–1990). Jesienią 1981 Rada Państwa nadała mu stopień generała brygady, a w maju 1990 prezydent RP gen. armii Wojciech Jaruzelski mianował go generałem dywizji. 
Od 1961 roku należał do PZPR. Od sierpnia 1995 w stanie spoczynku.
Autor ponad 400 artykułów naukowych i 8 monografii i książek, promotor 32 doktorów, posiadacz ponad 30 patentów krajowych i zagranicznych.

## Odznaczenia i nagrody
- Order Sztandaru Pracy II klasy (1988)
- Krzyż Komandorski Orderu Odrodzenia Polski (1981)
- Krzyż Kawalerski Orderu Odrodzenia Polski (1971)
- Złoty Krzyż Zasługi (1968)
- Medal 30-lecia Polski Ludowej
- Medal 40-lecia Polski Ludowej
- Medal Komisji Edukacji Narodowej (1975)
- Nagroda im. M.T. Hubera Wydziału Nauk Technicznych PAN (1972)
- Nagroda Zespołowa MON I stopnia (trzykrotnie, 1981, 1983 i 1990)
- Nagroda Zespołowa MON II stopnia (dwukrotnie, 1965 i 1971)
- Złoty Medal „Siły Zbrojne w Służbie Ojczyzny”
- Srebrny Medal Siły Zbrojne w Służbie Ojczyzny
- Złoty Medal „Za zasługi dla obronności kraju”
- Srebrny Medal „Za zasługi dla obronności kraju”
- Brązowy Medal „Za zasługi dla obronności kraju”